# Snavel

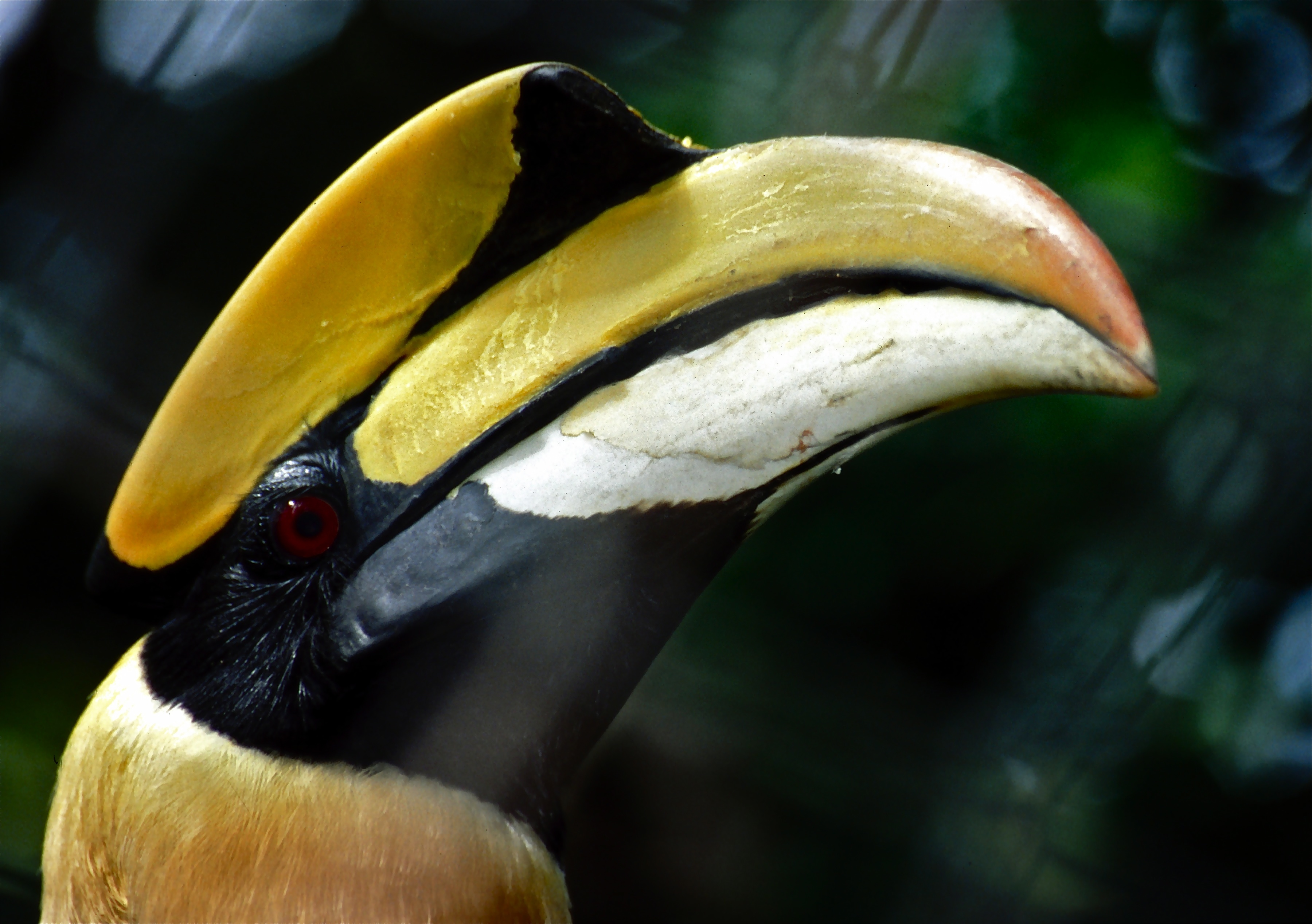
Snavel van de dubbelhoornige neushoornvogel
(Buceros bicornis)

Een snavel is de bek van een vogel. Soms wordt daarmee ook de bek van een vogelbekdier (behorende tot de zoogdieren) aangeduid.
De snavel van een vogel bestaat uit hoornachtig materiaal en is in de evolutie van vogels de vervanger geworden van kaken en tanden.
Tanden zijn relatief zwaar en het is voor een dier dat doorgaans vliegt, efficiënt om zo licht mogelijk gebouwd te zijn. 
Sommige vogelsoorten hebben kleine kartels aan de snavel die aan tanden doen denken. Men noemt de streek tussen het oog en de wortel van de bovensnavel, de teugel.
Een vogel gebruikt zijn snavel onder andere om voedsel te grijpen, maar vanwege het ontbreken van tanden is het kauwen vervangen door een aantal andere functies. 
Sommige vogelsoorten hebben een krop, een uitstulping van de slokdarm ter hoogte van de keel waar de eerste fase van de vertering plaatsvindt. Daarna gaat het voedsel naar de maag. 
Zaadetende vogelsoorten slikken steentjes in, die in de maag helpen het voedsel te vermalen. Vleeseters slikken (grote gedeelten van) hun prooi geheel in en braken de onverteerbare delen als botten en haar uit als braakballen.

## Zelfverdediging
Ter verdediging gebruiken vogels eerder hun vleugels of poten dan 
hun snavels. Pikken (een stekende beweging maken) doen vogelsoorten met spitse en lange snavels. Ze mikken vaak op de ogen van hun belager. 
Bijten doen vogels met korte sterke snavels zoals papegaaien. Deze vogels vechten onderling kleine conflicten uit door met de poten naar elkaar te grijpen, maar ernstige ruzies worden beslecht met de krachtige snavel waarbij ze elkaar ernstige verwondingen kunnen toebrengen. Papegaaien zullen snavelgevechten daarom zo veel mogelijk vermijden.
Ook bij een uilenpaar dat elkaar leert kennen is er in het begin sprake van snavelgevechten, waarbij het vrouwtje dominant is en fel kan uithalen. Later gaat dit over in een soort kopjes geven.
Roofvogels hebben imposante kromme snavels maar vertrouwen bij hun zelfverdediging vooral op hun klauwen. Een in het nauw gedreven roofvogel werpt zich op de rug en strekt de scherpe klauwen verdedigend uit naar zijn belager.
Een meeuw die tegenover een agressieve soortgenoot staat en niet (meer) wil vechten, wendt zijn kop met de scherpe snavel af als teken van overgave.

## Geluid
Bij het produceren van geluid speelt de snavel een iets minder grote rol, behalve bij ooievaars, die geheel stemloos zijn. Het klepperen met de snavel is het enige geluid dat zij kunnen voortbrengen. 
Bij een vriendelijke begroeting, bijvoorbeeld tussen partners of ouders en jongen, wordt geklepperd met de kop achterover. Angst en agressie maken ooievaars kenbaar door met gebogen kop te klepperen.
Spechten bakenen soms hun territorium af door met hun snavel op bomen te roffelen. Dit doen ze ook om te horen of er insecten onder de boomschors aanwezig zijn.  

## Vorm
| Vergelijking van verschillende vogelbekken, naargelang de aanpassing aan de voedingsgewoonten. |                                                        |                                                 |
|                                                                                                | Generalist Huiskraai (Corvus splendens)                | Insecteneter Vliegenvanger (Muscicapa dauurica) |
| Zaadeter Goudvink (Pyrrhula pyrrhula)                                                          | Gespecialiseerde zaadeter Kruisbek (Loxia curvirostra) |                                                 |
| Nectareter Honingzuiger (Nectariniidae)                                                        | Fruiteter Toekan (Ramphastos sulfuratus)               |                                                 |
| Beitelaar Specht (Dryocopus javensis)                                                          | Netvisser Pelikaan (Pelecanus occidentalis)            |                                                 |
| Oppervlakafromer Schaarbek (Rynchops niger)                                                    | Oppervlakaftaster Kluut (Recurvirostra avosetta)       |                                                 |
| Taster Ibissnavel (Ibidorhyncha struthersii)                                                   | Filtervoeder Flamingo (Phoenicopterus ruber)           |                                                 |
| Luchtvisser IJsvogel (Ceryle rudis)                                                            | Oppervlakvisser: Middelste zaagbek (Mergus serrator)   |                                                 |
| Aaseter Gieren (Cathartes burrovianus)                                                         | Roofvogel Accipiter                                    |                                                 |

De vorm van de snavel is afhankelijk van het voedselpatroon van de soort. Lange spitse snavels komen voor bij visetende vogels die hun prooi harpoeneren, zoals reigers. Korte brede snavels ziet men bij zaadeters. Vogels die insecten eten zoals lijsterachtigen hebben smalle spitse snavels die geschikt zijn om in holtes te wroeten en bladeren om te keren. 
Bij sommige vogelsoorten die prooien in modder zoeken is de snavel aan de binnenkant voorzien van speciale orgaantjes die gevoelig zijn voor beweging of elektrische pulsen die worden voortgebracht door prooidieren.

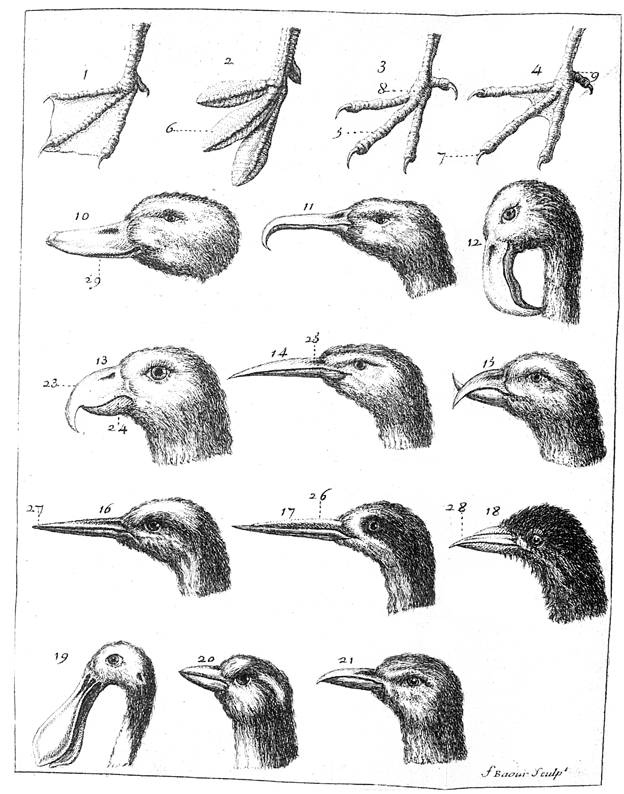
Poten en snavels van vogels
(1745), Pierre Barrère, uit Ornithologiae
----

## Kleur
Bij jonge vogels die door de ouders gevoed worden zijn de binnenkant van de snavel en de mondhoeken zeer opvallend gekleurd, vaak rood en geel. De aanblik van deze kleuren stimuleert de oudervogels tot het zoeken en aanbieden van voedsel. De felle kleuren verdwijnen geleidelijk bij het ouder worden van de jongen. 
Volwassen zilvermeeuwen hebben een opvallende rode stip op hun gele snavel. Jonge zilvermeeuwen pikken tegen deze stip om de ouders ertoe aan te zetten, voedsel op te braken.